# 1935年7月16日月食
1935年7月16日月食为一次在协调世界时1935年7月16日出現的月全食。該次月食半影食分為2.740、全影食分為1.760。偏食維持了108分，全食維持50分。

## 概述
這次月食的食分是19.64，偏食維持了108分，全食維持50分。

## 基本參數
- 類型：月全食
- 食甚資料：
  - 日期：1935年7月16日
  - 時間：5:00
  - 月球位置：赤經19.64度、赤緯-21.5度
  - 食分：半影食分：2.740、全影食分：1.760
  - 持續時間：偏食108分、全食50分

## 外部連結
- NASA月食專頁（页面存档备份，存于）（英文）